# Șampanie

Podgoriile din regiunea Champagne

Șampania sau vinul de Champagne este un vin spumant produs prin procedee specifice regiunii Champagne din nord-estul Franței.
În baza mai multor tratate internaționale și legi naționale, majoritatea țărilor limitează utilizarea termenului la vinurile produse în această regiune. Pe teritoriul Uniunii Europene, aceasta se stabilește prin acordarea statutului de denumire de origine protejată (franceză : dénomination d'origine protégée; italiană : denominazione di origine protetta).
Vinul spumant este produs prin refermentarea în sticle a unui amestec soiuri de vin, cele mai folosite fiind: Chardonnay, Pinot noir și Pinot Meunier. Șampania este produsă în exclusivitate într-o regiune viticolă delimitată exact, pe o suprafață de circa 32.000 de hectare.
Majoritatea podgoriilor se află în departamentele franceze: Aisne (2.000 ha), Aube (6000 ha) și Marne (22.000 ha). Câteva podgorii se întind și în departamentele Seine-et-Marne și Haute-Marne.